# Evasina
As evasinas são quimiocinas que promovem a capacidade da bactéria escapar dos mecanismos de resposta imunológica. Elas são uma família de proteínas salivares produzidas em carrapatos parasitas que são capazes de interromper as primeiras etapas de uma resposta imune provocada por quimiocinas. As quimiocinas têm sido implicadas em uma série de doenças inflamatórias, incluindo aterosclerose, asma, artrite reumatóide e câncer, proteínas de ligação a quimiocinas, como evasinas, estão sendo pesquisadas para avaliar seu potencial terapêutico como antagonistas direcionados a quimiocinas.